# Pichincha (Buenos Aires)
Pichincha es una localidad argentina del partido de General Villegas, provincia de Buenos Aires.
Su principal actividad es la agricultura y la ganadería. 

## Población
Cuenta con 18 habitantes (Indec, 2010), lo que representa un descenso del 25% frente a los 24 habitantes (Indec, 2001) del censo anterior.
| Gráfica de evolución demográfica de Pichincha entre 1991 y 2010 |
|                                                                 |
| Fuente: Censos nacionales del INDEC                             |